# キンバリー・ドレフニオク
キンバリー・ドレフニオク（Kimberly Drewniok、1997年8月11日 - ）は、ドイツの女子バレーボール選手。ドイツ代表。

## 来歴

### クラブチーム
バルヴェ出身。2014年、VCO Berlinへ入団。2015/16シーズンはSCポツダムへ加入し2年間プレーした。2017/18シーズンはVC Wiesbadenでプレー。2018/19シーズンにSSC Palmberg Schwerinと契約し、ブンデスリーガで準優勝、ドイツカップ優勝を果たした。2020/21シーズンはイタリアセリエA1のサヴィーノ・デルベーネ・スカンディッチと契約し、セリエA1リーグで4位となった。2021/22シーズンはフランスリーグのASPTT Mulhouseでプレーし、リーグ準優勝、欧州チャンピオンズリーグに出場した。2022/23シーズンからはトルコリーグのサリエル・ベレディイェスポルへ移籍した。
2024年、リーグ・ワン・バレーボールとの契約が発表された。

### 代表チーム
アンダーカテゴリーの代表として2015年、U-20欧州選手権に出場した。2017年にドイツ代表に初選出される。2018年、日本で開催された世界選手権に出場した。2019年、欧州選手権で6位となった。2020年、東京五輪欧州大陸予選に出場した。2021年、ネーションズリーグに出場した。2022年、世界選手権に出場した。2023年、パリ五輪予選に出場した。

## 球歴
- 世界選手権 - 2018年、2022年
- 欧州選手権 - 2019年、2021年
- ネーションズリーグ - 2018年、2019年、2021年

## 所属クラブ
- VCO Berlin（2014-2015年）
- SCポツダム（2015-2017年）
- VCヴィースバーデン（2017-2018年）
- SSC Palmberg Schwerin（2018-2020年）
- サヴィーノ・デルベーネ・スカンディッチ（2020-2021年）
- バレー・ミュルーズ・アルザス（2021-2022年）
- サリエル・ベレディイェスポル（2022-2023年）
- ラドニチュキ・ベオグラード（2023-2024年）
- LOVBオマハ（2024年-）